# 王培齡
王培齡（1506年—1529年），字延甫，號前川，山西平陽府吉州鄉寧縣人，民籍，明朝政治人物。

## 生平
嘉靖四年（1525年）乙酉科山西鄉試第六名舉人，八年（1529年）中式己丑科會試第二百三十七名，登第二甲第九十三名進士。都察院觀政，同年秋未授官而卒，年二十四。

## 家族
曾祖王睿；祖父王文，承德郎、彰德府通判；父王爵，薊州知州。前母閻氏，贈安人；母李氏。重慶下。兄王延齡，弟王與齡，同科進士；王永齡。